# Бушвік (фільм)
«Бушвік» (англ. Bushwick) — американський фільм-трилер 2017 року, поставлений режисерами Кері Мерніон та Джонатаном Мілоттом. Прем'єра стрічки відбулася 21 січня 2017 на кінофестивалі «Санденс». Фільм було відібрано для участі у Двотижневику режисерів на 70-го Каннському міжнародному кінофестивалі (2017).

## Сюжет
Техас має намір вийти зі складу США. Переговори проходять у Нью-Йорку, і місто перетворюється на зону військових дій. Проста нью-йоркська дівчина Люсі (Бріттані Сноу) об'єднується з колишнім морським піхотинцем Скупом (Дейв Батиста), щоб перетнути п'ять кварталів бруклинского району Бушвік та сховатися у бабусі.

## У ролях
| • Дейв Батиста      | … | Скуп        |
| • Бріттані Сноу     | … | Люсі        |
| • Крістіан Наварро  | … | Едуардо     |
| • Джеремі Гарріс    | … | JP          |
| • Артуро Кастро     | … | Джос        |
| • Анджелік Замбрана | … | Белінда     |
| • Джефф Ліма        | … | Грегорі     |
| • Патрік М. Волш    | … | бородань    |
| • Джей Гайрон       | … | боєць опору |

## Знімальна група
- Автори сценарію — Нік Дамічі, Грехем Резнік
- Режисери-постановники — Кері Мерніон, Джонатан Мілотт
- Продюсери — Натанієль Болотін, Адам Фолк, Джозеф Менш
- Виконавчі продюсери — Дейв Батиста, Джонатан Мейснер
- Лінійний продюсер — Джоліан Блевінс
- Оператор — Лайл Вінсент
- Композитор — Ісоп Рок
- Монтаж — Джо Гобек
- Художник-постановник — Сара К. Вайт
- Художник-декоратор — Трішіа Пек
- Артдиректор — Артур Йонгевард